# Zilog Z380
Zilog Z380 — 32-битный микропроцессор, выпускаемый с 1994 года. Совместим с процессором Z80, но был выпущен намного позже, чем его конкуренты (Intel 386 и Motorola 68020), и в результате так и не смог получить сколько-нибудь значительного рыночного влияния, как более позднее семейство процессоров eZ80. Микропроцессор Zilog Z380 поддерживает работу в 16-битном режиме на частоте до 40 МГц.
Z380 несовместим со старыми Z800 и Z280 Zilog. Поскольку Z380 является производным от более нового Z180, он менее похож на мини-компьютер, чем эти старые процессоры, с меньшим количеством функций. Вместо этого он имеет более широкий ALU и длину регистра 32 бита. Таким образом, он может напрямую адресовать 4 ГБ:
- Подобное конвейерное выполнение или выборка/выполнение перекрываются, как у Z280

- Более простой MMU, без защиты памяти.

- Минимум 2 такта / инструкция. Это похоже на Z280, но также для 32-битных операций.

- Нет встроенного кеша, поскольку он избыточен с более быстрыми статическими ОЗУ 1990-х годов и позже.

- Отсутствует функция ловушки ввода / вывода

## Дополнительные источники
- Harston, J. G. Z380 Opcode Map (англ.) (9 сентября 1997). Дата обращения: 20 августа 2009. Архивировано 6 апреля 2012 года.
- Harston, J. G. Full Z380 Opcode List (англ.) (9 сентября 1997). Дата обращения: 20 августа 2009. Архивировано 6 апреля 2012 года.